# لوغان فورسيث
لوغان فورسيث (بالإنجليزية: Logan Forsythe)‏ هو لاعب كرة قاعدة أمريكي، ولد في 14 يناير 1987 في ممفيس في الولايات المتحدة.

## وصلات خارجية
- لوغان فورسيث على موقع دوري كرة القاعدة الرئيسي (الإنجليزية)
- لوغان فورسيث على موقعبيزبول رفرنس.كوم (الدوري الرئيسي) (الإنجليزية)
- لوغان فورسيث على موقعبيزبول رفرنس.كوم (الدوري الثانوي) (الإنجليزية)
- لوغان فورسيث على موقع إي إس بي إن.كوم (أم.أل.بي) (الإنجليزية)
- لوغان فورسيث على موقع مشجعي الرسوم البيانية (الإنجليزية)